# Luxemburgi labdarúgó-válogatott
A luxemburgi labdarúgó-válogatott Luxemburg nemzeti csapata, amelyet a luxemburgi labdarúgó-szövetség (franciául: Fédération Luxembourgeoise de Football) irányít. Még egyetlen világ -és Európa-bajnokságra sem sikerült kijutnia.

## A válogatott története
Luxemburg első hivatalos mérkőzését 1911. október 29-én játszotta Franciaország ellen. A találkozó 4–1-s francia győzelemmel zárult. Első győzelmüket (5–4) 1914. február 8-án szerezték szintén Franciaország ellen. 1920 és 1952 között hat olimpián vett részt a luxemburgi válogatott. Ezek közül 1948-ban és 1952-ben a második fordulóba jutottak. A luxemburgi klubok szigorúan amatőr játékosokat foglalkoztatnak, ami komoly erővel visszafogja a fejlődést. Még egyetlen világbajnokságra sem sikerült kijutniuk.
Az Európa-bajnoki selejtezőkben először 1964-ben indultak, amikor a negyeddöntőig jutottak. Előbb Hollandiát ütötték el a továbbjutástól (1–1 és 2–1), ezt követően a negyeddöntőben Dániával játszottak két döntetlent: 3–3 és 2–2, de az újrajátszott mérkőzésen 1–0-ra kikaptak.
Az 1996-os Európa-bajnokság selejtezői a korábbi eredményeikhez képest sikeresen zárultak. Három 1–0-s győzelmet arattak, Máltát oda-vissza, a későbbi döntős Csehországot pedig hazai pályán győzték le nem kis meglepetésre. 1995-től 2007-ig Luxemburg nem nyert egyetlen mérkőzést sem. Első győzelmükre 12 év után 2007 februárjában került sor Gambia ellen egy barátságos találkozón (2–1). Ugyanebben az évben, októberben sikerült Luxemburgnak megszereznie első győzelmét tétmérkőzésen.
A 2008-as Európa-bajnokság selejtezőiben Fehéroroszországot idegenben verték meg 1–0-ra. Egy évvel később 2008 szeptemberében Svájcot szintén idegenben győzte le 2–1-re. 1972 után ez volt az első győztes mérkőzésük világbajnoki selejtezőn. 2010 október 8-án 0–0-s döntetlent értek el Fehéroroszország ellen.
A 2012-es Európa-bajnokság selejtezőiben Albániát hazai pályán verték 2–1-re. A 2014-es világbajnokság selejtezőiben Észak-Írország ellen győztek 3–2-re. A 2016-os Európa-bajnokság selejtezőiben Macedóniát sikerült legyőzniük 1–0-ra.
A 2018-as labdarúgó-világbajnokság selejtezősorozatában szoros meccsen, 4-3-ra kaptak ki Bulgáriától az első körben, majd minimális, 1-0-s vereséget szenvedtek Svédországtól a 2. fordulóban. 2017 augusztusában ismét legyőzték a fehéroroszokat 1-0-ra hazai pályán, majd szeptember elején 0-0-s döntetlent értek el Franciaország nemzeti csapata ellen idegenben.
2017. november 9-én barátságos mérkőzésen történelmi, 2-1-es győzelmet aratott Luxemburg a legutóbbi Európa-bajnokságon nyolcaddöntős Magyarország ellen. Ez a bravúr 11. nekifutásra jött össze Luc Holtz válogatottjának.

## Nemzetközi eredmények

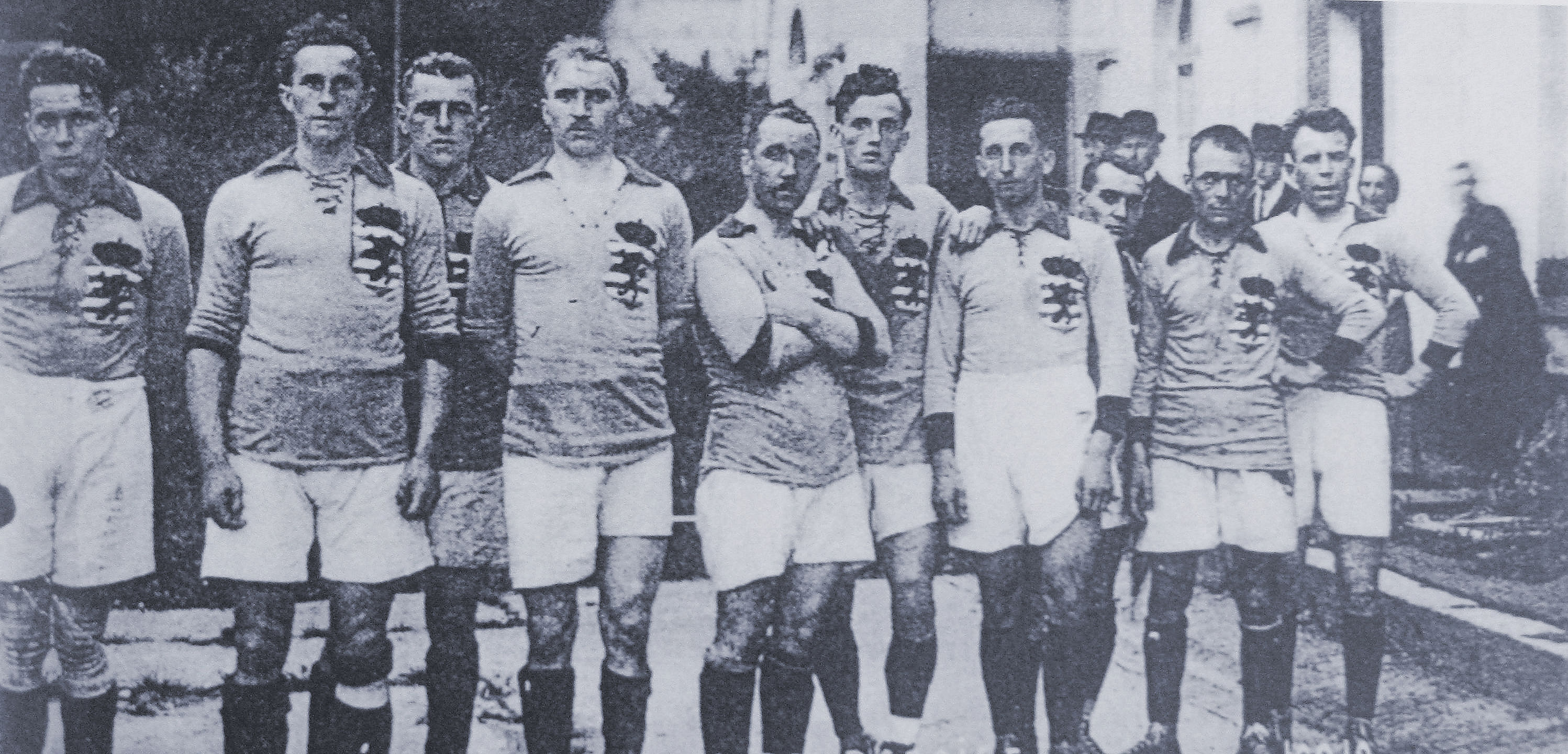
A luxemburgi labdarúgó-válogatott 1920-ban

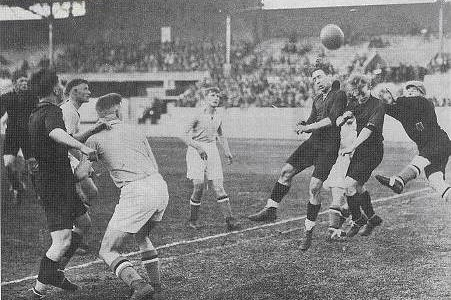
A Belgium elleni mérkőzés egy jelenete az 1928. évi olimpián

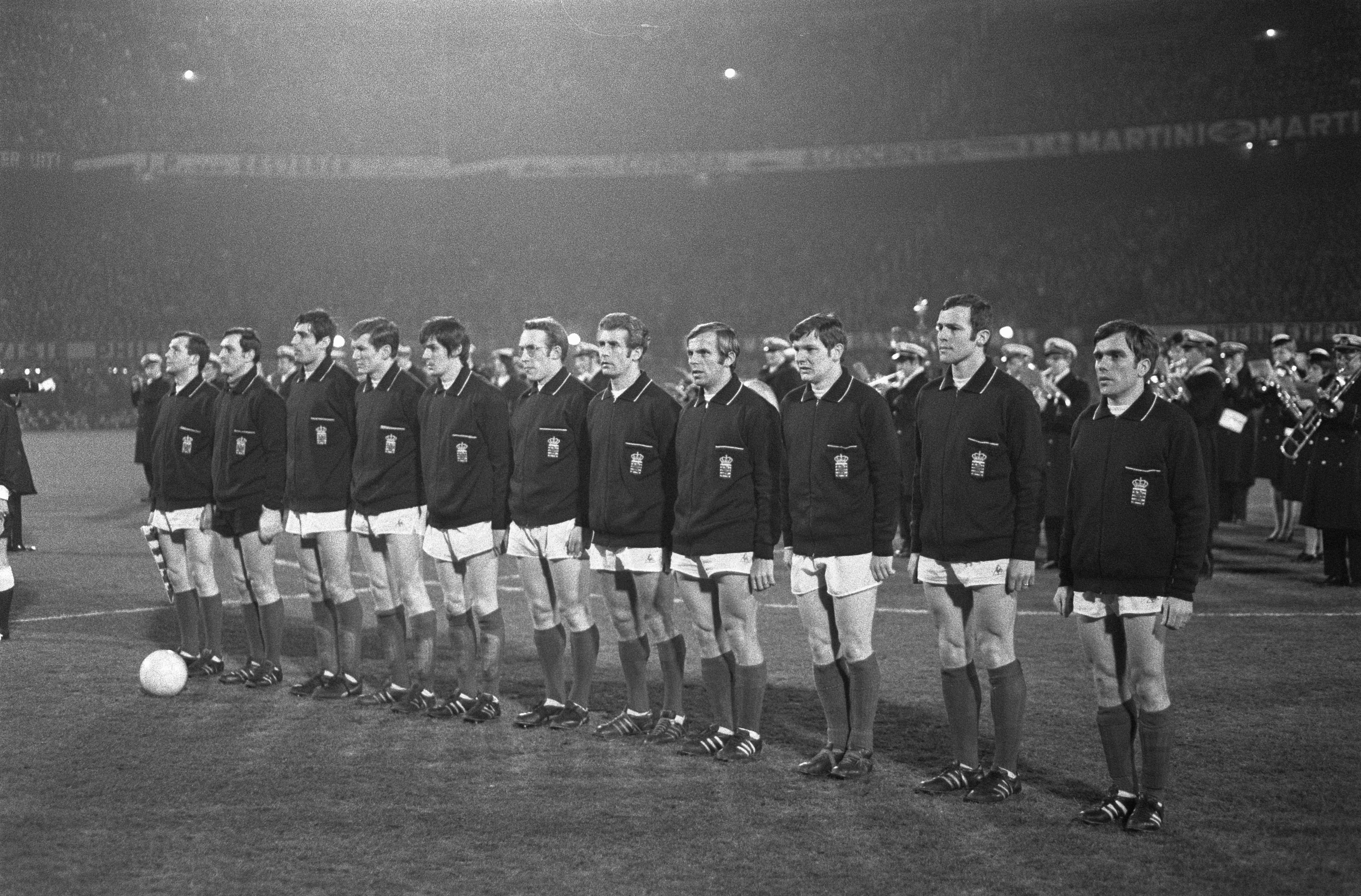
A luxemburgi válogatott 1969-ben egy vb-selejtező előtt

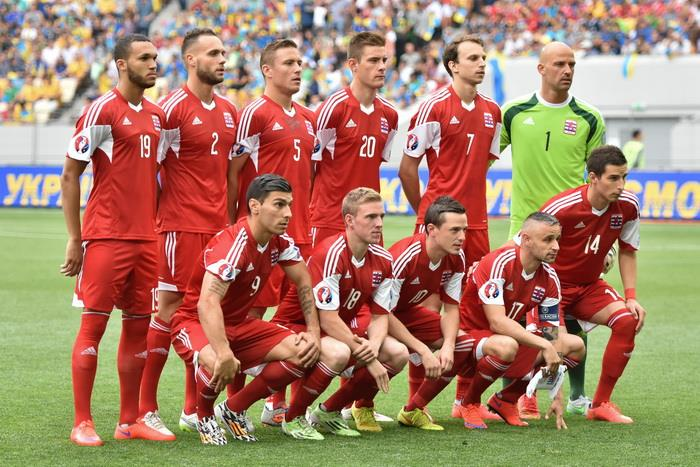
Luxemburg válogatottja 2015-ben

### Világbajnokság
| Világbajnokság | Világbajnokság | Világbajnokság | Világbajnokság | Világbajnokság | Világbajnokság | Világbajnokság | Világbajnokság | Világbajnokság | Világbajnokság | Selejtezők | Selejtezők | Selejtezők | Selejtezők | Selejtezők | Selejtezők | Selejtezők |
| Év             | Eredmény       | H.             | M              | Gy             | D              | V              | G+             | G–             | Keret          | H.         | M          | Gy         | D          | V          | G+         | G–         |
| -------------- | -------------- | -------------- | -------------- | -------------- | -------------- | -------------- | -------------- | -------------- | -------------- | ---------- | ---------- | ---------- | ---------- | ---------- | ---------- | ---------- |
| 1930           | nem indult     | nem indult     | nem indult     | nem indult     | nem indult     | nem indult     | nem indult     | nem indult     | nem indult     | nem indult | nem indult | nem indult | nem indult | nem indult | nem indult | nem indult |
| 1934           | nem jutott ki  | nem jutott ki  | nem jutott ki  | nem jutott ki  | nem jutott ki  | nem jutott ki  | nem jutott ki  | nem jutott ki  | nem jutott ki  | 3.         | 2          | 0          | 0          | 2          | 2          | 15         |
| 1938           | nem jutott ki  | nem jutott ki  | nem jutott ki  | nem jutott ki  | nem jutott ki  | nem jutott ki  | nem jutott ki  | nem jutott ki  | nem jutott ki  | 3.         | 2          | 0          | 0          | 2          | 2          | 7          |
| 1950           | nem jutott ki  | nem jutott ki  | nem jutott ki  | nem jutott ki  | nem jutott ki  | nem jutott ki  | nem jutott ki  | nem jutott ki  | nem jutott ki  | 2.         | 2          | 0          | 0          | 2          | 4          | 8          |
| 1954           | nem jutott ki  | nem jutott ki  | nem jutott ki  | nem jutott ki  | nem jutott ki  | nem jutott ki  | nem jutott ki  | nem jutott ki  | nem jutott ki  | 3.         | 4          | 0          | 0          | 4          | 1          | 19         |
| 1958           | nem jutott ki  | nem jutott ki  | nem jutott ki  | nem jutott ki  | nem jutott ki  | nem jutott ki  | nem jutott ki  | nem jutott ki  | nem jutott ki  | 3.         | 4          | 0          | 0          | 4          | 3          | 19         |
| 1962           | nem jutott ki  | nem jutott ki  | nem jutott ki  | nem jutott ki  | nem jutott ki  | nem jutott ki  | nem jutott ki  | nem jutott ki  | nem jutott ki  | 3.         | 4          | 1          | 0          | 3          | 5          | 21         |
| 1966           | nem jutott ki  | nem jutott ki  | nem jutott ki  | nem jutott ki  | nem jutott ki  | nem jutott ki  | nem jutott ki  | nem jutott ki  | nem jutott ki  | 4.         | 6          | 0          | 0          | 6          | 6          | 20         |
| 1970           | nem jutott ki  | nem jutott ki  | nem jutott ki  | nem jutott ki  | nem jutott ki  | nem jutott ki  | nem jutott ki  | nem jutott ki  | nem jutott ki  | 4.         | 6          | 0          | 0          | 6          | 4          | 24         |
| 1974           | nem jutott ki  | nem jutott ki  | nem jutott ki  | nem jutott ki  | nem jutott ki  | nem jutott ki  | nem jutott ki  | nem jutott ki  | nem jutott ki  | 4.         | 6          | 1          | 0          | 5          | 2          | 14         |
| 1978           | nem jutott ki  | nem jutott ki  | nem jutott ki  | nem jutott ki  | nem jutott ki  | nem jutott ki  | nem jutott ki  | nem jutott ki  | nem jutott ki  | 4.         | 6          | 0          | 0          | 6          | 2          | 22         |
| 1982           | nem jutott ki  | nem jutott ki  | nem jutott ki  | nem jutott ki  | nem jutott ki  | nem jutott ki  | nem jutott ki  | nem jutott ki  | nem jutott ki  | 5.         | 8          | 0          | 0          | 8          | 1          | 23         |
| 1986           | nem jutott ki  | nem jutott ki  | nem jutott ki  | nem jutott ki  | nem jutott ki  | nem jutott ki  | nem jutott ki  | nem jutott ki  | nem jutott ki  | 5.         | 8          | 0          | 0          | 8          | 2          | 27         |
| 1990           | nem jutott ki  | nem jutott ki  | nem jutott ki  | nem jutott ki  | nem jutott ki  | nem jutott ki  | nem jutott ki  | nem jutott ki  | nem jutott ki  | 5.         | 8          | 0          | 1          | 7          | 3          | 22         |
| 1994           | nem jutott ki  | nem jutott ki  | nem jutott ki  | nem jutott ki  | nem jutott ki  | nem jutott ki  | nem jutott ki  | nem jutott ki  | nem jutott ki  | 5.         | 8          | 0          | 1          | 7          | 2          | 17         |
| 1998           | nem jutott ki  | nem jutott ki  | nem jutott ki  | nem jutott ki  | nem jutott ki  | nem jutott ki  | nem jutott ki  | nem jutott ki  | nem jutott ki  | 5.         | 8          | 0          | 0          | 8          | 2          | 22         |
| 2002           | nem jutott ki  | nem jutott ki  | nem jutott ki  | nem jutott ki  | nem jutott ki  | nem jutott ki  | nem jutott ki  | nem jutott ki  | nem jutott ki  | 6.         | 10         | 0          | 0          | 10         | 4          | 28         |
| 2006           | nem jutott ki  | nem jutott ki  | nem jutott ki  | nem jutott ki  | nem jutott ki  | nem jutott ki  | nem jutott ki  | nem jutott ki  | nem jutott ki  | 7.         | 12         | 0          | 0          | 12         | 5          | 48         |
| 2010           | nem jutott ki  | nem jutott ki  | nem jutott ki  | nem jutott ki  | nem jutott ki  | nem jutott ki  | nem jutott ki  | nem jutott ki  | nem jutott ki  | 5.         | 10         | 1          | 2          | 7          | 4          | 25         |
| 2014           | nem jutott ki  | nem jutott ki  | nem jutott ki  | nem jutott ki  | nem jutott ki  | nem jutott ki  | nem jutott ki  | nem jutott ki  | nem jutott ki  | 6.         | 10         | 1          | 3          | 6          | 7          | 26         |
| 2018           | nem jutott ki  | nem jutott ki  | nem jutott ki  | nem jutott ki  | nem jutott ki  | nem jutott ki  | nem jutott ki  | nem jutott ki  | nem jutott ki  | 5.         | 10         | 1          | 3          | 6          | 8          | 26         |
| 2022           | nem jutott ki  | nem jutott ki  | nem jutott ki  | nem jutott ki  | nem jutott ki  | nem jutott ki  | nem jutott ki  | nem jutott ki  | nem jutott ki  | 4.         | 8          | 3          | 0          | 5          | 8          | 18         |
| 2026           | később         | később         | később         | később         | később         | később         | később         | később         | később         | később     | később     | később     | később     | később     | később     | később     |
| Összesen       |                | 0/22           | –              | –              | –              | –              | –              | –              | –              | Összesen   | 142        | 8          | 10         | 124        | 78         | 451        |

### Európa-bajnokság
| Európa-bajnokság | Európa-bajnokság | Európa-bajnokság | Európa-bajnokság | Európa-bajnokság | Európa-bajnokság | Európa-bajnokság | Európa-bajnokság | Európa-bajnokság | Európa-bajnokság | Selejtezők        | Selejtezők | Selejtezők | Selejtezők | Selejtezők | Selejtezők | Selejtezők |
| Év               | Eredmény         | H.               | M                | Gy               | D                | V                | G+               | G–               | Keret            | H.                | M          | Gy         | D          | V          | G+         | G–         |
| ---------------- | ---------------- | ---------------- | ---------------- | ---------------- | ---------------- | ---------------- | ---------------- | ---------------- | ---------------- | ----------------- | ---------- | ---------- | ---------- | ---------- | ---------- | ---------- |
| 1960             | nem indult       | nem indult       | nem indult       | nem indult       | nem indult       | nem indult       | nem indult       | nem indult       | nem indult       | nem indult        | nem indult | nem indult | nem indult | nem indult | nem indult | nem indult |
| 1964             | nem jutott ki    | nem jutott ki    | nem jutott ki    | nem jutott ki    | nem jutott ki    | nem jutott ki    | nem jutott ki    | nem jutott ki    | nem jutott ki    | Negyeddöntő       | 5          | 1          | 3          | 1          | 8          | 8          |
| 1968             | nem jutott ki    | nem jutott ki    | nem jutott ki    | nem jutott ki    | nem jutott ki    | nem jutott ki    | nem jutott ki    | nem jutott ki    | nem jutott ki    | 4.                | 6          | 0          | 1          | 5          | 1          | 18         |
| 1972             | nem jutott ki    | nem jutott ki    | nem jutott ki    | nem jutott ki    | nem jutott ki    | nem jutott ki    | nem jutott ki    | nem jutott ki    | nem jutott ki    | 4.                | 6          | 0          | 1          | 5          | 1          | 23         |
| 1976             | nem jutott ki    | nem jutott ki    | nem jutott ki    | nem jutott ki    | nem jutott ki    | nem jutott ki    | nem jutott ki    | nem jutott ki    | nem jutott ki    | 4.                | 6          | 0          | 0          | 6          | 7          | 28         |
| 1980             | nem jutott ki    | nem jutott ki    | nem jutott ki    | nem jutott ki    | nem jutott ki    | nem jutott ki    | nem jutott ki    | nem jutott ki    | nem jutott ki    | 4.                | 6          | 0          | 1          | 5          | 2          | 17         |
| 1984             | nem jutott ki    | nem jutott ki    | nem jutott ki    | nem jutott ki    | nem jutott ki    | nem jutott ki    | nem jutott ki    | nem jutott ki    | nem jutott ki    | 5.                | 8          | 0          | 0          | 8          | 5          | 36         |
| 1988             | nem jutott ki    | nem jutott ki    | nem jutott ki    | nem jutott ki    | nem jutott ki    | nem jutott ki    | nem jutott ki    | nem jutott ki    | nem jutott ki    | 5.                | 8          | 0          | 1          | 7          | 2          | 23         |
| 1992             | nem jutott ki    | nem jutott ki    | nem jutott ki    | nem jutott ki    | nem jutott ki    | nem jutott ki    | nem jutott ki    | nem jutott ki    | nem jutott ki    | 4.                | 6          | 0          | 0          | 6          | 2          | 14         |
| 1996             | nem jutott ki    | nem jutott ki    | nem jutott ki    | nem jutott ki    | nem jutott ki    | nem jutott ki    | nem jutott ki    | nem jutott ki    | nem jutott ki    | 5.                | 10         | 3          | 1          | 6          | 3          | 21         |
| 2000             | nem jutott ki    | nem jutott ki    | nem jutott ki    | nem jutott ki    | nem jutott ki    | nem jutott ki    | nem jutott ki    | nem jutott ki    | nem jutott ki    | 5.                | 8          | 0          | 0          | 8          | 2          | 23         |
| 2004             | nem jutott ki    | nem jutott ki    | nem jutott ki    | nem jutott ki    | nem jutott ki    | nem jutott ki    | nem jutott ki    | nem jutott ki    | nem jutott ki    | 5.                | 8          | 0          | 0          | 8          | 0          | 21         |
| 2008             | nem jutott ki    | nem jutott ki    | nem jutott ki    | nem jutott ki    | nem jutott ki    | nem jutott ki    | nem jutott ki    | nem jutott ki    | nem jutott ki    | 7.                | 12         | 1          | 0          | 11         | 2          | 23         |
| 2012             | nem jutott ki    | nem jutott ki    | nem jutott ki    | nem jutott ki    | nem jutott ki    | nem jutott ki    | nem jutott ki    | nem jutott ki    | nem jutott ki    | 6.                | 10         | 1          | 1          | 8          | 3          | 21         |
| 2016             | nem jutott ki    | nem jutott ki    | nem jutott ki    | nem jutott ki    | nem jutott ki    | nem jutott ki    | nem jutott ki    | nem jutott ki    | nem jutott ki    | 5.                | 10         | 1          | 1          | 8          | 6          | 27         |
| 2020             | nem jutott ki    | nem jutott ki    | nem jutott ki    | nem jutott ki    | nem jutott ki    | nem jutott ki    | nem jutott ki    | nem jutott ki    | nem jutott ki    | 4.                | 8          | 1          | 1          | 6          | 7          | 16         |
| 2024             | nem jutott ki    | nem jutott ki    | nem jutott ki    | nem jutott ki    | nem jutott ki    | nem jutott ki    | nem jutott ki    | nem jutott ki    | nem jutott ki    | 3. (pótselejtező) | 11         | 5          | 2          | 4          | 13         | 21         |
| Összesen         |                  | 0/17             | –                | –                | –                | –                | –                | –                | –                | Összesen          | 122        | 13         | 13         | 102        | 64         | 340        |

### UEFA Nemzetek Ligája
| Csoportkör | Csoportkör | Csoportkör | Csoportkör | Csoportkör | Csoportkör | Csoportkör | Csoportkör | Csoportkör | Csoportkör | Csoportkör         | Csoportkör | Egyenes kieséses szakasz | Egyenes kieséses szakasz | Egyenes kieséses szakasz | Egyenes kieséses szakasz | Egyenes kieséses szakasz | Egyenes kieséses szakasz | Egyenes kieséses szakasz | Egyenes kieséses szakasz | Egyenes kieséses szakasz |
| Szezon     | Liga       | Csoport    | H          | M          | Gy         | D          | V          | G+         | G–         | Feljutás/kiesés    | Helyezés   | Év                       | Eredmény                 | M                        | Gy                       | D                        | V                        | G+                       | G–                       | Keret                    |
| ---------- | ---------- | ---------- | ---------- | ---------- | ---------- | ---------- | ---------- | ---------- | ---------- | ------------------ | ---------- | ------------------------ | ------------------------ | ------------------------ | ------------------------ | ------------------------ | ------------------------ | ------------------------ | ------------------------ | ------------------------ |
| 2018–19    | D          | 2.         | 2.         | 6          | 3          | 1          | 2          | 11         | 4          | (formátumváltozás) | 44.        | 2019                     | nem jutott be            | nem jutott be            | nem jutott be            | nem jutott be            | nem jutott be            | nem jutott be            | nem jutott be            | nem jutott be            |
| 2020–21    | C          | 1.         | 2.         | 6          | 3          | 1          | 2          | 7          | 5          | Állandó            | 39.        | 2021                     | nem jutott be            | nem jutott be            | nem jutott be            | nem jutott be            | nem jutott be            | nem jutott be            | nem jutott be            | nem jutott be            |
| 2022–23    | C          | 1.         | 2.         | 6          | 3          | 2          | 1          | 9          | 7          | Állandó            | 37.        | 2023                     | nem jutott be            | nem jutott be            | nem jutott be            | nem jutott be            | nem jutott be            | nem jutott be            | nem jutott be            | nem jutott be            |
| 2024–25    | C          |            |            |            |            |            |            |            |            |                    |            | 2025                     | nem jutott be            | nem jutott be            | nem jutott be            | nem jutott be            | nem jutott be            | nem jutott be            | nem jutott be            | nem jutott be            |
| Összesen   | Összesen   | Összesen   | Összesen   | 18         | 9          | 4          | 5          | 27         | 16         |                    |            |                          | 0/4                      | –                        | –                        | –                        | –                        | –                        | –                        |                          |

### Olimpia
| Év                | Eredmény                | Hely                    | M                       | Gy                      | D                       | V                       | Rg                      | Kg                      |                         |
| ----------------- | ----------------------- | ----------------------- | ----------------------- | ----------------------- | ----------------------- | ----------------------- | ----------------------- | ----------------------- | ----------------------- |
| 1920, Antwerpen   | 1. forduló              | 12.                     | 1                       | 0                       | 0                       | 1                       | 0                       | 3                       |                         |
| 1924, Párizs      | 2. forduló              | 11.                     | 1                       | 0                       | 0                       | 1                       | 0                       | 2                       |                         |
| 1928, Amszterdam  | 1. forduló              | 11.                     | 1                       | 0                       | 0                       | 1                       | 3                       | 5                       |                         |
| 1932, Los Angeles | Nem volt labdarúgótorna | Nem volt labdarúgótorna | Nem volt labdarúgótorna | Nem volt labdarúgótorna | Nem volt labdarúgótorna | Nem volt labdarúgótorna | Nem volt labdarúgótorna | Nem volt labdarúgótorna | Nem volt labdarúgótorna |
| 1936, Berlin      | 1. forduló              | 16.                     | 1                       | 0                       | 0                       | 1                       | 0                       | 9                       |                         |
| 1948, London      | 1. forduló              | 9.                      | 2                       | 1                       | 0                       | 1                       | 7                       | 6                       |                         |
| 1952, Helsinki    | 1. forduló              | 10.                     | 2                       | 1                       | 0                       | 1                       | 6                       | 5                       |                         |
| Összesen          | 2. forduló              | 6/6                     | 8                       | 2                       | 0                       | 6                       | 16                      | 30                      |                         |

- 1948 és 1988 között amatőr, 1992-től kezdődően U23-as játékosok vettek részt az olimpiai játékokon

## Játékosok

### Játékoskeret
A március 22-i  Litvánia és március 25-i  Ukrajna elleni mérkőzések kerete.
2019. március 22-i  Litvánia elleni mérkőzés után lett frissítve.
| Szám          | Poszt   | Név                 | Születési dátum / Kor          | Válogatottság | Gólok   | Klub               |         |         |         |
| Kapusok       | Kapusok | Kapusok             | Kapusok                        | Kapusok       | Kapusok | Kapusok            | Kapusok | Kapusok | Kapusok |
| ------------- | ------- | ------------------- | ------------------------------ | ------------- | ------- | ------------------ | ------- | ------- | ------- |
|               | K       | Tim Kips            | 2000. november 1. (24 éves)    | 0             | 0       | 1. FC Magdeburg    |         |         |         |
|               | K       | Anthony Moris       | 1990. április 29. (34 éves)    | 18            | 0       | Virton             |         |         |         |
|               | K       | Ralph Schon         | 1990. január 20. (35 éves)     | 8             | 0       | Strassen           |         |         |         |
| Védők         |         |                     |                                |               |         |                    |         |         |         |
|               | V       | Dirk Carlson        | 1998. április 1. (26 éves)     | 14            | 0       | Grasshoppers II    |         |         |         |
|               | V       | Maxime Chanot       | 1989. november 21. (35 éves)   | 32            | 3       | New York City      |         |         |         |
|               | V       | Mathias Jänisch     | 1990. augusztus 27. (34 éves)  | 59            | 1       | Differdange 03     |         |         |         |
|               | V       | Laurent Jans        | 1992. augusztus 5. (32 éves)   | 54            | 0       | Metz ()            |         |         |         |
|               | V       | Kevin Malget        | 1991. január 15. (34 éves)     | 30            | 2       | F91 Dudelange      |         |         |         |
|               | V       | Enes Mahmutovic     | 1997. május 22. (27 éves)      | 10            | 0       | Yeovil Town        |         |         |         |
|               | V       | Christopher Martins | 1997. február 19. (28 éves)    | 34            | 1       | Troyes             |         |         |         |
|               | V       | Vahid Selimović     | 1997. április 3. (27 éves)     | 0             | 0       | Apóllon Lemeszú    |         |         |         |
| Középpályások |         |                     |                                |               |         |                    |         |         |         |
|               | KP      | Leandro Barreiro    | 2000. január 3. (25 éves)      | 7             | 1       | Mainz 05           |         |         |         |
|               | KP      | Florian Bohnert     | 1997. november 9. (27 éves)    | 13            | 1       | Schalke 04 II      |         |         |         |
|               | KP      | Lars Krogh Gerson   | 1990. február 5. (35 éves)     | 67            | 4       | IFK Norrköping     |         |         |         |
|               | KP      | Mario Mutsch        | 1984. szeptember 3. (40 éves)  | 100           | 4       | Progrès Niederkorn |         |         |         |
|               | KP      | Gerson Rodrigues    | 1995. június 20. (29 éves)     | 15            | 1       | Júbilo Iwata       |         |         |         |
|               | KP      | Danel Sinani        | 1997. április 5. (27 éves)     | 13            | 3       | F91 Dudelange      |         |         |         |
|               | KP      | Aldin Skenderovic   | 1997. június 28. (27 éves)     | 9             | 0       | SV Elversberg      |         |         |         |
|               | KP      | Olivier Thill       | 1996. december 17. (28 éves)   | 13            | 2       | Ufa                |         |         |         |
|               | KP      | Vincent Thill       | 2000. február 4. (25 éves)     | 19            | 2       | Pau                |         |         |         |
| Csatárok      |         |                     |                                |               |         |                    |         |         |         |
|               | CS      | Stefano Bensi       | 1988. augusztus 11. (36 éves)  | 45            | 5       | Fola Esch          |         |         |         |
|               | CS      | Daniel da Mota      | 1985. szeptember 11. (39 éves) | 93            | 7       | Racing FC          |         |         |         |
|               | CS      | Aurélien Joachim    | 1986. augusztus 10. (38 éves)  | 78            | 15      | Virton             |         |         |         |
|               | CS      | David Turpel        | 1992. október 19. (32 éves)    | 43            | 3       | F91 Dudelange      |         |         |         |

### A válogatott bő keretéhez tartozó játékosok
| Szám | Poszt | Név              | Születési dátum / Kor        | Válogatottság | Gólok | Klub                   |
| ---- | ----- | ---------------- | ---------------------------- | ------------- | ----- | ---------------------- |
|      | K     | Youn Czekanowicz | 2000. augusztus 8. (24 éves) | 0             | 0     | Gent II                |
|      | V     | Marvin da Graça  | 1995. február 17. (30 éves)  | 4             | 1     | Jeunesse Esch          |
|      | V     | Tim Hall         | 1997. május 15. (27 éves)    | 1             | 0     | Progrès Niederkorn     |
|      | V     | Chris Philipps   | 1994. március 8. (30 éves)   | 51            | 0     | Legia Warsaw           |
|      | KP    | Jan Ostrowski    | 1999. április 14. (25 éves)  | 2             | 0     | Eintracht Frankfurt II |
|      | CS    | Maurice Deville  | 1992. július 31. (32 éves)   | 37            | 3     | SV Waldhof Mannheim    |

## Válogatottsági rekordok
Az adatok 2019. március 23. állapotoknak felelnek meg.
- A még aktív játékosok félkövérrel vannak megjelölve.

### Legtöbbször pályára lépett játékosok
| #  | Játékos          | Vál. | Időszak   |
| -- | ---------------- | ---- | --------- |
| 1  | Mario Mutsch     | 100  | 2005–     |
| 2  | Jeff Strasser    | 98   | 1993–2010 |
| 3  | Daniel Da Mota   | 93   | 2007–     |
| 3  | René Peters      | 93   | 2000–2013 |
| 5  | Jonathan Joubert | 90   | 2006–2017 |
| 6  | Eric Hoffmann    | 89   | 2002–2014 |
| 7  | Carlo Weis       | 87   | 1978–1998 |
| 8  | Aurélien Joachim | 78   | 2005–     |
| 9  | François Konter  | 77   | 1955–1969 |
| 10 | Roby Langers     | 73   | 1980–1998 |
| 10 | Ben Payal        | 73   | 2006–2016 |

### Legtöbb gólt szerző játékosok
| # | Játékos          | Gól | Időszak   |
| - | ---------------- | --- | --------- |
| 1 | Léon Mart        | 16  | 1933–1945 |
| 2 | Gustave Kemp     | 15  | 1938–1945 |
| 2 | Aurélien Joachim | 15  | 2005–     |
| 4 | Camille Libar    | 14  | 1938–1947 |
| 5 | Nicolas Kettel   | 13  | 1946–1959 |
| 6 | François Müller  | 12  | 1949–1954 |
| 7 | Léon Letsch      | 11  | 1947–1963 |
| 8 | Gilbert Dussier  | 9   | 1971–1978 |

### Ismert játékosok
- Manuel Cardoni
- Guy Hellers
- Jeff Strasser
- Carlo Weis

## Szövetségi kapitányok
- Ernst Melchior (1969-1972)
- Louis Pilot (1978–1984)
- Paul Philipp (1985–2001)
- Allan Simonsen (2001–2004)
- Guy Hellers (2004–2010)
- Luc Holtz (2010–)